# Præriens pionerer
Præriens pionerer (originaltitel The Heritage of the Desert) er en amerikansk stumfilm fra 1924 af Irvin Willat.

## Medvirkende
- Bebe Daniels som Mescal
- Ernest Torrence som August Naab
- Noah Beery som Holderness
- Lloyd Hughes som Jack Hare
- Anne Schaefer som Mrs. Naab
- Jim Mason som Snap Naab
- Richard Neill som Dene
- Tom London som Dave Naab